# Beneath the Planet of the Apes
Beneath the Planet of the Apes (titulada Regreso al planeta de los simios en España y Bajo el planeta de los simios en Hispanoamérica) es una película estadounidense de 1970 del género de ciencia ficción dirigida por Ted Post y con Charlton Heston, James Franciscus, Maurice Evans, Linda Harrison, Kim Hunter y Paul Richards en los papeles principales. 
Beneath the Planet of the Apes es la segunda película de la serie iniciada en 1968 con El planeta de los simios. La acción de Beneath the Planet of the Apes continúa donde acaba la de la película anterior.
Inicialmente los productores contaban nuevamente con la participación de Charlton Heston como protagonista, o con una mayor intervención en el filme, pero el actor aceptó aparecer sólo si su presencia se limitaba al principio y final de la película, con la condición de que al hacer estallar la bomba apocalíptica la saga de El planeta de los simios llegara a su fin, no posibilitando nuevas secuelas.
La realidad ha demostrado que los productores de la Fox no consideraron el deseo de Heston, continuando la serie cinematográfica con tres películas más.

## Argumento

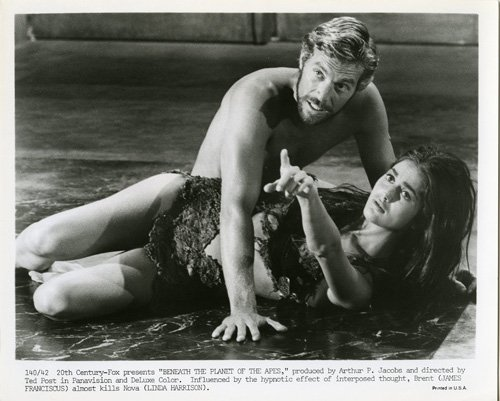
Linda Harrison y James Franciscus en Debajo del planeta de los simios (1970).

Es el año 3955. Una nave espacial, enviada para rescatar a Taylor (Charlton Heston), sufre la misma desviación temporal y se estrella en el planeta. Sobreviven al accidente de la nave el comandante (quien morirá minutos después) y el capitán Brent (James Franciscus). Brent encuentra a Nova (Linda Harrison), la humana que no puede hablar y que fue pareja de Taylor en la anterior película. 
Nova porta la chapa de identificación de Taylor y Brent le pide que lo lleve hasta él. Mediante flashes se muestra que Taylor ha desaparecido en la llamada Zona Prohibida. Brent y Nova llegan a la ciudad simia y allí ven que el general gorila Ursus (James Gregory) se prepara para invadir la Zona Prohibida. Posteriormente, la pareja se encuentra con Cornelius (David Watson) y Zira (Kim Hunter), que se dan cuenta de que Brent puede hablar y conoce a Taylor, por lo que lo ayudan a escapar. 
Nova y Brent se dirigen a la Zona Prohibida. Llegan a las ruinas del Metro de Nueva York y allí Brent se pregunta qué lugar es ese, y luego exclama: "Pero esta ciudad ... Yo trabajé aquí, Yo viví aquí, ¿Qué fue lo que pasó?, ¿qué? ... Ah si, claro, por fin lo hicieron, son unos malditos", y cae en la cuenta de que se encuentra en la Tierra. El subterráneo es el hogar de una raza de humanos mutantes con grandes poderes psíquicos. Estos los atrapan y los encierran; allí encuentran a Taylor. Los mutantes, que ocultan una cara deforme (tal vez producto de la radiación) viven en una sociedad teocrática y mística, siendo su dios una bomba atómica con capa de cobalto, capaz de destruir toda la vida de la Tierra. 
Ursus, junto con el ministro de Ciencias, Zaius (Maurice Evans), se encaminan con su ejército hacia la Zona Prohibida, pero son atacados en el camino por una serie de ilusiones ópticas que son producidas por el inmenso poder mental de los mutantes, pero Zaius, se convence de que las ilusiones son visiones falsas y ordenan seguir a sus tropas. Estos llegan inmediatamente hasta las horrorosas ruinas de Nueva York, reducida a escombros tras la guerra nuclear, y atacan la ciudad de los mutantes. Taylor, Brent y Nova logran escapar de la celda, pero se topan con un grupo de simios y, en la refriega, Nova muere. Desesperados, los dos astronautas intentan llegar al altar de la bomba para impedir que sea detonada. Llegan justo para ver cómo el Sumo Sacerdote de la bomba es asesinado cuando se disponía a apretar el botón rojo de detonación. Ursus ordena a los suyos destruir la bomba, que él toma por un vulgar tótem. 
Brent, al ver como Zaius va a poner la mano sobre el detonador, dispara contra los simios para distraer su atención. Taylor intenta aprovechar para llegar hasta Zaius y explicarle la situación, pero Ursus le ve y le dispara y cae malherido muy cerca del detonador. Brent, furioso, sale de la protección de su escondite y mata a Ursus y a varios simios que se le abalanzan. Taylor, agonizando intercambia unas breves palabras con Zaius, quien le recrimina la maldad que anida en el corazón humano. En ese momento los simios matan a Brent. Taylor entonces, en un último acto, detona la bomba. 
Un narrador dice: 

En una de las innumerables millones de galaxias del Universo hay una estrella de mediana magnitud y uno de sus satélites, un descolorido e insignificante planeta está ahora sin vida.

## Reparto

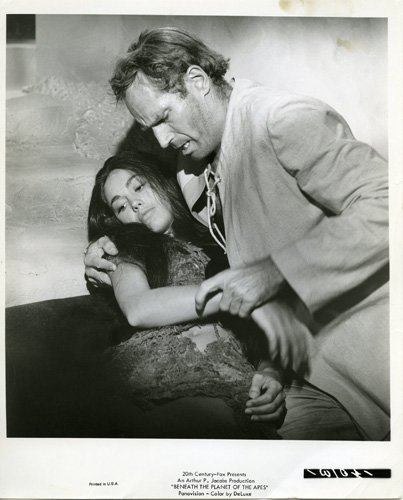
Escena de la muerte de Nova (L. Harrison), sujeta por Taylor (Ch. Heston).

- James Franciscus: el astronauta John Brent.
- Kim Hunter: la doctora Zira.
- Maurice Evans: el doctor Zaius.
- Linda Harrison: Nova.
- Charlton Heston: el coronel George Taylor.
- Paul Richards: Méndez.
- Victor Buono: Adiposo ( Mutante )
- James Gregory: el general Ursus.
- Jeff Corey: Caspay.
- Natalie Trundy: Albina.
- Thomas Gomez: un ministro.
- David Watson: Cornelius (en el doblaje de España, Aurelio).
- Don Pedro Colley: Ongaro.
- Tod Andrews: el comandante Skipper Maddox.
- Gregory Sierra: Verger.
- Eldon Burke: el gorila sargento.
- Lou Wagner: Lucius.